# Grigorios Aggelidis
Grigorios Aggelidis, né le 19 août 1965 à Hanovre, est un entrepreneur et un homme politique allemand, membre du Parti libéral-démocrate (FDP). Il est élu député au Bundestag (Parlement) en 2017.

## Biographie et carrière
Aggelidis naît en 1965 dans la région de Hanovre. Il est le fils d'une ouvrière et d'un commerçant de détail. Il passe une partie de son enfance en Grèce. Après avoir obtenu son Abitur, il suit une formation de commerce et de finance puis devient entrepreneur.
Il est entre autres copropriétaire d'une société de gestion de patrimoine. Aggelidis est marié et père de deux enfants. Il vit à Evensen (de), dans la commune de Neustadt am Rübenberge en Basse-Saxe.
Lors des élections fédérales de 2017, Aggelidis est placé 3e sur la liste régionale du FDP en Basse-Saxe. Il se présente aussi dans la circonscription Hannover-Land I (de). Le FDP remporte 9,3 % des deuxièmes voies en Basse-Saxe ; Aggelidis entre donc au 19e Bundestag. Dans sa circonscription, Aggelidis arrive en troisième position avec 10,5 %, après Hendrik Hoppenstedt (en) (CDU, 34,8 %) et Caren Marks (de) (SPD, 27 %).